# Locus (genetik)
Indenfor genetik er et locus (flertal loci) den specifikke placering eller position af et gen på et kromosom eller en DNA-sekvens. Hvert kromosom bærer mange gener; menneskers estimerede haploide (antallet af sæt af kromosomer i en celle) proteinkodende gener er imellem 19.000-21.000 på de 23 forskellige kromosomer. En variant af det tilsvarende DNA-sekvens placeret på et givet locus kaldes en allel. Den ordnede liste over loci, som er kendt for et bestemt genom kaldes et genkort. Genkortlægning er processen med at bestemme locus for en bestemt biologisk egenskab. 
Diploide og polyploide celler, hvis kromosomer har samme allel af et givet gen på et locus kaldes homozygot med hensyn til dette gen, mens dem der har forskellige alleler af et givet gen på et sted, kaldes heterozygote med hensyn til det pågældende gen.